# الفوایهات
ال-فوایهات یک منطقهٔ مسکونی در لیبی است که در بنغازی واقع شده‌است.